# Amtsgericht Memmingen

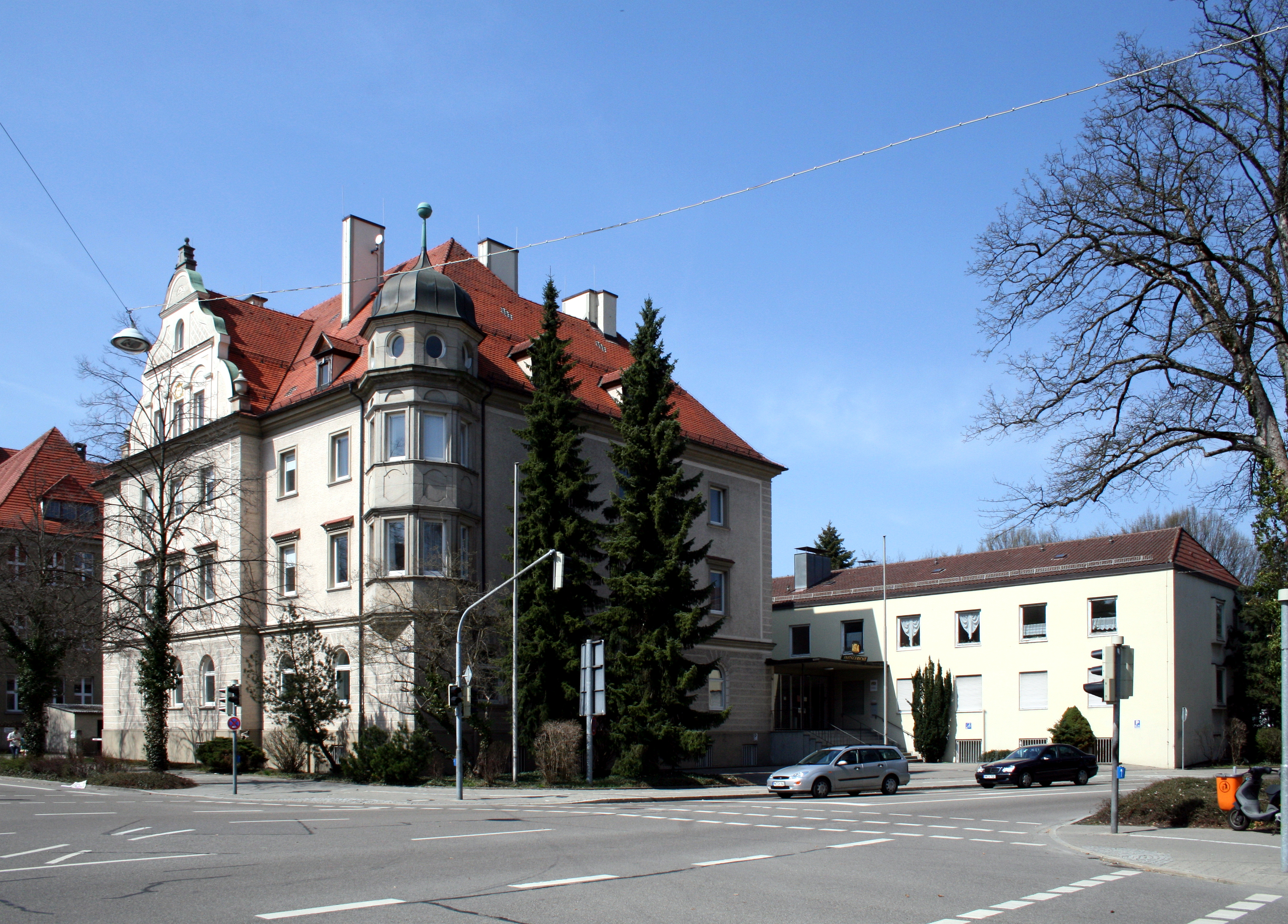
Das Gebäude des Amtsgerichts Memmingen

Das Amtsgericht Memmingen ist ein seit 1879 bestehendes bayerisches Gericht der ordentlichen Gerichtsbarkeit mit Sitz in der Stadt Memmingen. Hervorgegangen ist es aus dem von 1862 bis 1879 bestehenden Stadt- und Landgericht Memmingen.

## Amtsgerichtsbezirk
Der Bezirk des Amtsgerichts Memmingen erstreckt sich auf die kreisfreie Stadt Memmingen und den Landkreis Unterallgäu. In ihm leben mehr als 195.000 Menschen.

## Zuständigkeit und Aufgaben
Dem Amtsgericht ist erstinstanzliches Zivil-, Familien- und Strafgericht. Das Grundbuchamt und das Registergericht sind Einrichtungen der Freiwilligen Gerichtsbarkeit. Das Registergericht ist zuständig für die Bereiche der Amtsgerichte Neu-Ulm, Günzburg und Memmingen. Handels-, Genossenschafts-, Partnerschafts-, Güterrechts- und  Vereinsregister werden als elektronische Register geführt.
In den Zuständigkeitsbereich des Amtsgerichts fallen folgende Tätigkeiten: Beratungshilfe, Familienverfahren, Gerichtszahlstelle, Grundbuchamt, Hinterlegungsstelle, Insolvenzverfahren, Nachlassverfahren, Rechtsantragstelle, Registersachen, Strafverfahren, Vormundschaftsverfahren, Zeugenbetreuungsstelle, Zivilverfahren, Zwangsversteigerung und die Zwangsvollstreckung. Dem Amtsgericht sind elf Gerichtsvollzieher zugeordnet.

## Geschichte
Anlässlich der am 1. Juli 1862 in Kraft getretenen vollständigen Trennung von Rechtsprechung und Verwaltung in den rechtsrheinischen Landesteilen des Königreichs Bayern wurde in Memmingen ein Stadt- und Landgericht errichtet. Dessen Bezirk wurde aus der Stadt Memmingen selbst, den sechs bis dahin zum Landgericht Grönenbach zählenden Ortschaften Buxach, Dickenreishausen, Ferthofen, Kardorf, Volkratshofen und Woringen sowie den sieben bis dahin zum Landgericht Ottobeuren gehörigen Dörfern Amendingen, Benningen, Buxheim, Eisenburg, Memmingerberg, Steinheim und Trunkelsberg gebildet. Nächsthöhere Instanz war das Bezirksgericht Memmingen.
Mit der Einführung des Gerichtsverfassungsgesetzes am 1. Oktober 1879 wurden die bisherigen bayerischen Gerichte aufgehoben. An die Stelle der Appellationsgerichte traten nun die Oberlandesgerichte, an die Stelle der Bezirksgerichte die Landgerichte und an die Stelle der Stadtgerichte, der Landgerichte sowie der Stadt- und Landgerichte die Amtsgerichte. So bildete man aus dem bisherigen Stadt- und Landgericht Memmingen, den zum vorherigen Landgericht Babenhausen gehörenden Orten Boos, Fellheim, Heimertingen, Niederrieden und Pleß sowie den zum aufgehobenen Landgericht Grönenbach zählenden damaligen Gemeinden Grönenbach, Kronburg, Lautrach, Legau, Steinbach und Zell das jetzige Amtsgericht Memmingen, welches zum Bezirk des neu errichteten Landgerichts Memmingen gehörte.
Durch die Aufhebung des Amtsgerichts Ottobeuren am 1. März 1931 vergrößerte sich der Memminger Amtsgerichtsbezirk noch um die damaligen Gemeinden Arlesried, Attenhausen, Betzisried, Böhen, Daxberg, Dietratried, Egg an der Günz, Engetried, Erkheim, Frechenrieden, Frickenhausen, Gottenau, Günz, Guggenberg, Haitzen, Hawangen, Holzgünz, Lachen, Lannenberg, Lauben, Niederdorf, Ollarzried, Ottobeuren, Markt Rettenbach, Schlegelsberg, Schwaighausen, Sontheim, Ungerhausen, Westerheim, Wineden und Wolfertschwenden.
Seit dem Inkrafttreten des Gesetzes über die Organisation der ordentlichen Gerichte im Freistaat Bayern (GerOrgG) am 1. Juli 1973 setzt sich der Amtsgerichtsbezirk Memmingen aus der kreisfreien Stadt Memmingen und dem Landkreis Unterallgäu zusammen, zugeteilt wurden ihm dabei der gesamte bisherige Amtsgerichtsbezirk Mindelheim mit Ausnahme der Gemeinde Traunried, die Gemeinden Babenhausen, Dietershofen bei Babenhausen, Engishausen, Greimeltshofen, Herretshofen, Inneberg, Kirchhaslach, Klosterbeuren, Oberschönegg, Olgishofen, Reichau, Weinried und Winterrieden des Amtsgerichtsbezirks Illertissen, die Gemeinde Schlingen des Amtsgerichtsbezirks Kaufbeuren sowie die Gemeinden Hasberg und Tiefenried des bisherigen Amtsgerichtsbezirks Krumbach (Schwaben).
Die seit 1. Juli 1973 bestehende Zweigstelle Mindelheim des Amtsgerichts Memmingen wurde bereits Ende 1973 aufgehoben.

## Gerichtsgebäude

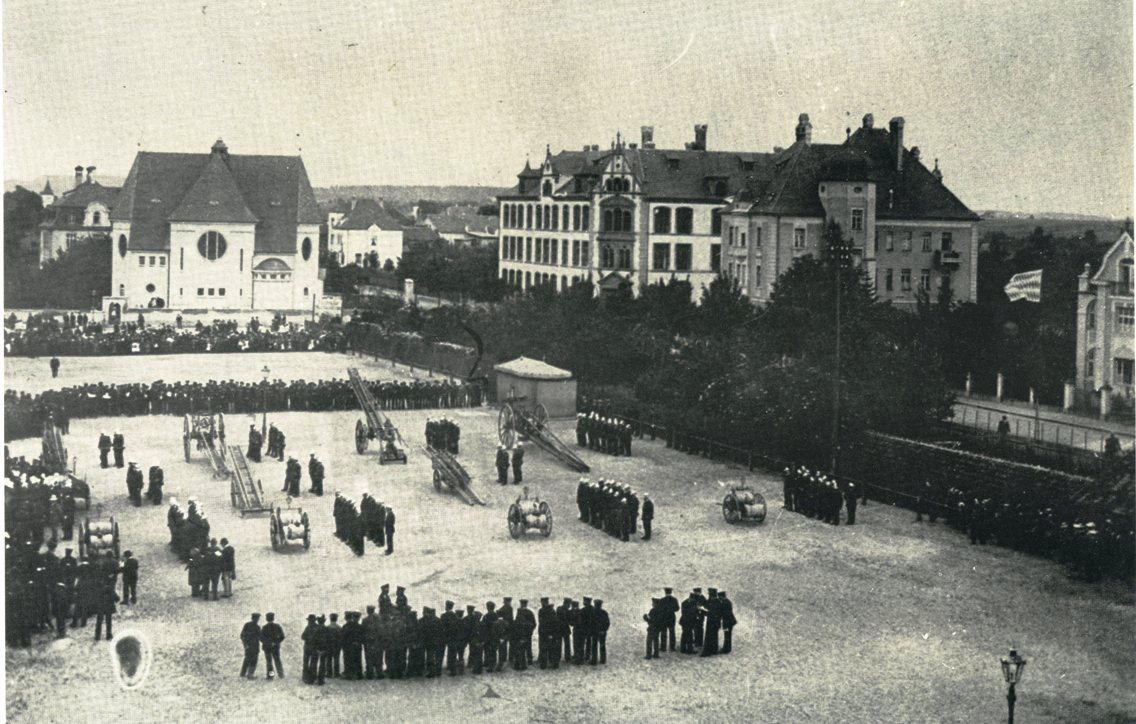
Das Gebäude rechts ist das Nebengebäude des Amtsgerichts am St.-Josefs-Kirchplatz 2

Das Amtsgericht ist auf zwei Gebäude aufgeteilt. Das Hauptgebäude ist das historische Gebäude an der Buxacher Straße 6. Ein weiteres Gebäude am St.-Josefs-Kirchplatz 2 steht unter Denkmalschutz.

## Übergeordnete Gerichte
Im Instanzenzug übergeordnet sind das Landgericht Memmingen, das Oberlandesgericht München und der Bundesgerichtshof.